# تپه تابانی
تپه تابانی مربوط به دوره ساسانیان است و در شرق بوکان، ساری قامیش واقع شده و این اثر در تاریخ ۱۶ دی ۱۳۴۶ با شمارهٔ ثبت ۵۶۴ به‌عنوان یکی از آثار ملی ایران به ثبت رسیده است.